# مشهد (بهبهان)
مشهد (بهبهان)، روستایی از توابع بخش تشان شهرستان بهبهان در استان خوزستان ایران است.

## جمعیت
این روستا در دهستان تشان شرقی قرار دارد و براساس سرشماری مرکز آمار ایران در سال ۱۳۸۵، جمعیت آن ۴۶۱ نفر (۹۳خانوار) بوده‌است.